# 圖雷亞環礁

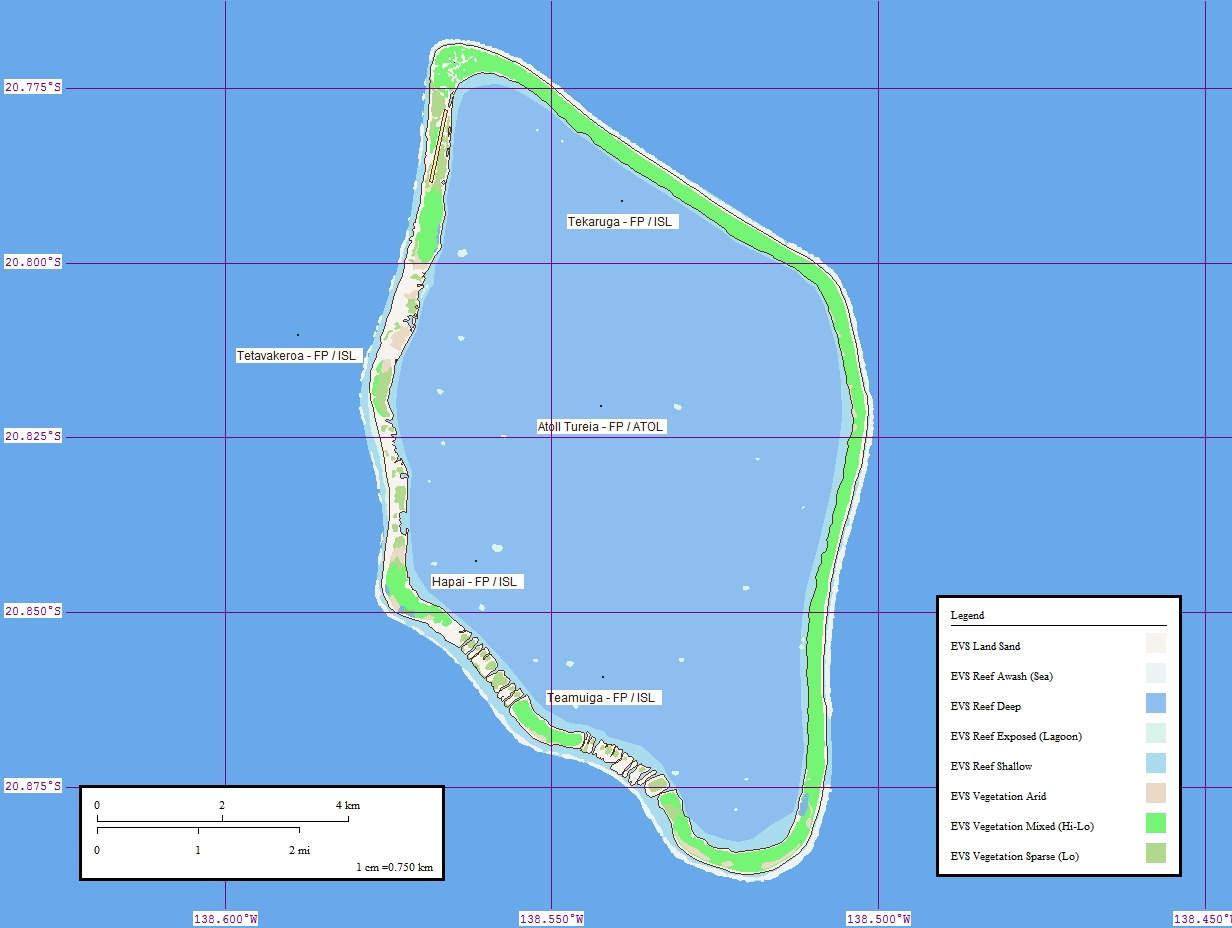

圖雷亞環礁（Tureia），又称帕帕凯纳环礁（Papakena），是南太平洋法屬波利尼西亞的環礁，屬於土阿莫土群島的一部分，位於大溪地東南約1,100公里，由图雷亚市镇管辖，長13公里、寬7公里，土地面積8.3平方公里，潟湖面積47平方公里，2017年人口275。

## 外部連結
- Tureia at OceanDots.com（页面存档备份，存于）
- Tureia Airport
- Atoll list (in French)
- Pictures of Tureia (in French) （页面存档备份，存于）